# Saint-Denis-le-Vêtu
Saint-Denis-le-Vêtu là một xã thuộc tỉnh Manche trong vùng Normandie tây bắc nước Pháp. Xã này nằm ở khu vực có độ cao trung bình 50 mét trên mực nước biển.